# Digues que sí
Digues que sí (en anglès, Yes Man) és una pel·lícula de comèdia romàntica nord-americana de 2008 dirigida per Peyton Reed, escrita per Nicholas Stoller, Jarrad Paul i Andrew Mogel i protagonitzada per Jim Carrey i Zooey Deschanel. La pel·lícula es basa lliurement en les memòries del mateix nom de 2005 de l'humorista Danny Wallace, que també fa un cameo a la pel·lícula.
La producció de la pel·lícula va començar a Los Angeles l'octubre de 2007. Es va estrenar el 19 de desembre de 2008 als Estats Units i després al Regne Unit el 26 de desembre de 2008. Va rebre crítiques diverses i va recaptar 223 milions de dòlars a tot el món. Ha estat doblada al català.

## Repartiment
- Jim Carrey com a Carl
- Zooey Deschanel com a Allison
- Bradley Cooper com a Peter
- John Michael Higgins com a Nick
- Rhys Darby com a Norman
- Danny Masterson com a Rooney
- Fionnula Flanagan com a Tillie
- Terence Stamp com a Terrence
- Sasha Alexander com a Lucy
- Molly Sims com a Stephanie
- Aaron Takahashi com a Lee
- Sean O'Bryan com a Ted
- Spencer Garrett com a Multack
- Rocky Carroll com a Wes
- Vivian Bang com a Soo-Mi
- Jarrad Paul com a Reggie
- Luis Guzmán com a Jumper
- Brent Briscoe com a captaire
- Maile Flanagan com a Janet

## Producció
Digues que sí es basa en una memòria del mateix nom de l'humorista Danny Wallace. El llibre explica el període de 6 mesos en què es va comprometre a dir "sí" a tot a partir d'una breu conversa amb un desconegut que va conèixer a l'autobús. Wallace també té un cameo a la pel·lícula, a l'escena del bar final de la pel·lícula, en què parla amb algú darrere de Danny Masterson.
Jim Carrey va rebutjar un sou inicial pel seu paper a la pel·lícula. En canvi, se li va pagar el 36,2% del brut de la pel·lícula després que es recuperessin els costos de producció i comercialització.
Durant el rodatge d'una escena on el personatge de Carrey salta d'un pont, aquest va interrompre i va demanar que fes l'acrobàcia ell mateix. Quan salta, se'l veu traient un mòbil per a l'escena.
Mentre rodava l'escena al bar on el personatge de Carrey es converteix en una cambrera i cau d'esquena, Carrey va executar l'acrobàcia de manera incorrecta i va caure a terra amb més força del que esperava, trencant-se tres costelles en el procés.